# Vzhodna fronta (prva svetovna vojna)
Vzhodna fronta (tudi ruska fronta) se nanaša na prizorišče prve svetovne vojne v Srednji in še posebej Vzhodni Evropi. Tako kot zahodna fronta se nanaša na celinsko Evropo. Kljub zemljepisni ločenosti so dogodki na obeh bojiščih močno vplivali drugi na druge.
Nemčija in Avstro-Ogrska odpreta vzhodno fronto proti Rusiji. Avstro-Ogrska je imela tu večjo vlogo, saj je Nemčija prevzela vojskovanje na zahodni fronti in na morju. Sprva se je fronta premikala proti vzhodu, leta 1916 pa je Rusom uspelo prodreti daleč na jug. Leta 1916 se je antanti pridružila tudi Romunija, a jo je Nemčija takoj porazila. Leta 1917 začne ruska vojska zaradi februarske in kasneje oktobrske revolucije razpadati. Decembra ruska vlada podpiše premirje, marca 1918 pa Rusija podpiše separatni (ločen od zaveznic) mir v Brest-Litovsku, zaradi katerega je Rusija izgubila veliko ozemelj (velik del Poljske, Pribaltske države,...). Po koncu vojne je ta separatni mir razveljavljen.

## Stanje v ruski vojski
Ruska vojska je bila po svoji velikosti največja vojska na svetu, vendar pa ji to ni prav nič pomagalo saj je imela ogromno slabosti, ki so se pokazale že med rusko-japonsko vojno. Njen častniški kader je bil dobro izurjen in brez pogojno ubogal ukaze nadrejenih. Tudi ruski vojaki so bili vajeni vsega hudega kar za vojake na zahodni fronti ne moramo reči. Njena največja slabost je bila zastarela oborožitev in njeno pomanjkanje. To je leta 1916 že tako kronično primanjkovalo, da so ruski vojaki že govorili »naše najboljše orožje je ruski soldat«. Tako kot vse države, je tudi Rusijo vojna neprijetno presenetila. Čeprav so hiteli z mobilizacijo so v petnajstih dneh zbrali šele tretjino vojske, do 23. avgusta jim je uspelo mobilizirati dve tretjini mož in šele štirideset dni pozneje večino sil predvidene za napad.

## Ruski prodor v Vzhodno Prusijo in poraz pri Tannenbergu ter Mazurskih jezerih
17. avgusta 1914 so ruske čete vdrle v Vzhodno Prusijo, nemška vojska se je pod močnim ruskim pritiskom umaknila saj proti Rusiji za enkrat ni mislila še voditi ofenzivne vojne. Poleg tega pa je večino vojske imela na zahodni fronti. Prva ruska armada pod poveljstvom generala Rennenkampfa je napadla na odseku od Wladislawowa do Suwalkova, 2. armada pod poveljstvom Samsonova pa na 200 km dolgem odseku od Augustowa do Mlawe. Ruska vojska je hitro prodirala Nemci pa so se spretno izogibali večjim spopadom in obkolitvi. Pritem pa so Rusi naredili veliko napako, njihove enote so se vedno bolj raztezale oskrba z materialom pa jim ni sledila. Ker nemško vrhovno poveljstvo ni bilo zadovoljno z generalom Prittwizom ga je 22. avgusta nadomestil takrat upokojeni general von Hindenburg, ki je s pomočjo Ludendorffa in Hoffmanovega načrta izvedel protinapad. Načrt je predvideval, da prva ruska armada ne bo morala pomagati drugi ruski armadi če jo Nemci obkolijo pri Tannenbergu. Tako se so Nemci posvetili drugi ruski armadi in jo pri Tannenbergu, kot je načrt predvideval, tudi obkolili. Druga ruska armada je bila praktično uničena, Samsonov pa je naredil samomor. Nemška armada se je nato posvetila prvi ruski armadi, ki jo je v protiofenzivi izrinila na težavno zemljišče pri Mazurskih jezerih. V bitki pri Mazurskih jezerih je bila ruska prva armada poražena in se je morala umakniti na desno stran Nemna. V vojaških operacijah, ki so trajale le nekaj dni so Nemci zajeli okoli 130.000 ujetnikov, 150 topov in 150 strojnic.
Lahko bi rekli, da Rusi proti Nemcem niso imeli veliko sreče, zato pa so jo imeli toliko več na avstro-ogrskem delu fronte. Avstrijski napad dveh armad pod poveljstvom generala Hötzendorfa, ki je potekal med Vislo in Dnestrom se je po mesec dni trajajočih bojih spremenil v pravo katastrofo po kateri se Avstrijska vojska nikoli več ni opomogla. Po več, večinoma neuspešnih, bitka, ki so tirjale ogromno izgub se je avstrijska vojska začela umikati. Umik se je kmalu spremenil v zmešnjavo, ki se je uredila šele na vrhovih Karpatov. Za Rusi je vstala obkoljena trdnjava Przemysl s 50.000 vojaki. Izgubljena je bila Galicija, izpostavljen pa je postal Nemški bok v Šleziji. Ker je šlo Avstrijcem tako slabo so jim na pomoč morali priskočiti Nemci, kar je pripeljalo do bitke pri Ivanogradu in Varšavi. Medtem pa se je Ruska moč vedno bolj krepila zato so se Nemci umaknili. Med 11. novembrom in 13. decembrom je prišlo do bitke pri Lodžu. Sredi Decembra se je fronta ustalila na črti zahodno od Varšave do Karpatskih prelazov Dukla in Užok. Rusi pa začnejo ogrožati Madžarsko.
Pozimi leta 1915 fronta bolj ali manj miruje. 31. januarja na vzhodni fronti prvič uporabijo strupeni plin. Učinki plina so zaradi mrzlega vremena izredno slabi. Februarja se začne druga bitka pri mazurskih jezerih kjer se Nemcem posreči obkoliti več ruskih divizij in jih popolnoma uničiti. Centralnim silam kljub uspehom v Vzhodni Prusiji nikakor ne uspe razbremeniti vzhodne fronta, zgodi se celo nasprotno položaj Avstrijske vojske se ponovno poslabša zato ji na pomoč ponovno priskočijo Nemci. Marca po petmesečnem obleganji dokončno pade trdnjava Przemysl v Avstrijski vojski pa se pojavijo prvi znaki razkroja armade. Tako se aprila pri Zborovu Rusom brez boja preda cel Praški pehotni polk. Proti koncu aprila boji v Karpatih počasi pojenjajo. Centralne sile pa v Galiciji sprožijo novo ofenzivo v kateri dosežejo neverjeten uspeh saj premaknejo frontno črto kar za 100 km. 30. maja pri Varšavi Nemci izvedejo prvi napad s klorom, učinki plina so za Nemške vojake katastrofalni. Zaradi slabega vremena plin odnese nazaj na nemške položaje. Do sredine junija je osvobojen večji del Galicije.
V ruski vojski zaradi strahovitih izgub materiala in ljudi zavlada kriza in nezadovoljstvo. Pride tudi do prvih uporov. To izkoristijo Nemci, ki napadejo na črti Varšava-Brest-Litovsk. Ruska vojska ne zdrži pritiska zato se umaknejo. Tako Nemci 5. avgusta 1915 vkorakajo v Varšavo. V napad preide tudi Avstrijska vojska, vendar pa njeni uspehi niso tako zelo blesteči kot nemški. Do konca leta se fronta umiri. Leto 1915 je bilo za centralne sile zelo uspešno saj so osvojili skoraj vse ozemlje, ki so ga izgubili prejšnje leto. Oktobra so centralne sile dobile novega zaveznika, Bolgarijo.

## Brusilova velika ofenziva
Leto 1916 se je na avstrijskem delu fronte začelo s t. i. novoletno bitko. Po 36 ur trajajočem topniškem obstreljevanju sledi množični napad ruske pehote, učinek katere je porazen. Avstrijski vojaki dobesedno zdesetkajo cele pehotne vrste. Do konca dneva imajo Rusi toliko izgub (70.000 ranjenih in mrtvih, 6000 ujetih), da napad prekinejo. Proti koncu januarja Rusi napad ponovijo vendar brez večjega uspeha.
Kljub slabemu začetku leta za Ruse, junija centralne sile pretresel neverjetni uspeh ruske armade. Ta je v nekaj junijskih dneh spravila v nevarnost vso vzhodno fronto centralnih sil, in jih prisilila v defenzivo na italijanski in zahodni fronti. Junak te poletne ofenzive je bil general Aleksej Brusilov, ki je iz pomožne akcije naredil največji ruski uspeh v tem letu in morda kar v celotni vojni. Po sklepih na medzavezniški konferenci naj bi morali Rusi sredi maja izvesti razbremenilni napad za Verdun. Tako naj bi armada generala Evertova napadla Vilno, armada generala Kuropatkinovega pa naj bi izvedla napad iz smeri jugozahoda. Brusilov pa je dobil defenzivno vlogo, s čimer se ni strinjal. Načrtoval je da bo z močnim napadom pritegnil nase sovražnika, poveljstvo ga je sicer podprlo ni pa mu dodelilo dodatnih enot. Uporabil je tudi novo taktiko. V nasprotju z ustaljenim mnenjem, da se fronte prebija na enem samem mestu, je Brusilov dodelil vsaki od svojih šterih armad posebno težišče. S to nenavadno taktiko je Brusilov zmedel nasprotnika, saj premikov vojsk ni moral prikriti. Priprave so bile zelo skrbno načrtovane kar je bilo za Ruse zelo nenavadno.
Ob zori 4. junija 1916 se je po močnem topniškem obstreljevanju začel napad, glavni val je napadel šele dan pozneje. Napad je doživel tak uspeh, da se je Avstrijska 4. armada pognala v panični beg. Sredi junija sta bila dosežena dva prodora, pri Lucku in v Bukovini. Pot proti Lvovu in v Karpate je bila odprta, ogrožena pa je postala tudi Madžarska. Zaradi naraščajočih izgub so ofenzivo prekinili v začetku septembra. V treh mesecih bojev so Avstrijci izgubili 613.587 ljudi (327.000 ujetih), Nemci pa 148.000, Rusi pa okoli milijon. Dosegli so velik strateški uspeh vendar pa ne odločilnega.
Po ruski ofenzivi je prišlo do krize v vrhovnem poveljstvu centralnih sil. Ruski uspeh je prepričal Romunijo, ki je bila do sedaj nevtralna, da vstopi v vojno na strani antante.

## Leto revolucije
Leto 1917 je bilo za vse strani v vojni kritično, tako iz političnega kot tudi iz vojaškega vidika. Nemci so na obeh frontah izgubili 1.400.000 ljudi, Avstro-Ogrska 1.750.000, Francija 1.200.000 največ pa jih je izgubila Rusija, kar 4.500.000. Na političnem bojišču pa sta leto zaznamovali vstop ZDA v vojno in ruska revolucija. Ljudje so se naveličali vojne in pomanjkanja, ki je prizadelo vse strani zato so povsod po Evropi izbruhnile delavske stavke. V Franciji so šle stvari tako daleč, da se vojaki na fronti enostavno niso želeli več bojevati in umirati za nekaj sto metrov nikogaršnjega ozemlja.
Najhuje se je godilo v Rusiji, ki je bila v tistem času na vrhuncu svoje moči. Vojska je imela 2800 bataljonov in 1277 eskadronov konjenice, 5459 lahkih in 1946 težkih topov, 15.000 strojnic. Proizvodnja se je od začetka vojne močno povečala veliko materiala pa je prišlo z zahoda in preko Japonske. Tako da so bila pristanišča Vladivostok, Arhangelsk in Murmansk polna raznovrstnega vojaškega materiala. Žal pa je pri dostavi tega materiala enotam odpovedala organizacija in oskrba. Za kar je bilo odgovorno splošno nezadovoljstvo in boj proti vojni, ki so ga organizirali socialisti in boljševiki. Čeprav so Rusi po naravi vzdržljivi ljudje je bilo pet milijonov žrtev v vojni, lakota v zaledju in zgrešena politika zadosti, da so se ti uprli. 
Januarja so se v Petrogradu, Moskvi, Tuli, Harkovu, Jekaterinoslavu in v Rostovu pojavile množične stavke na katerih so ljudje zahtevali odstop cesarja in končanje vojne. Upor se širi tudi v vojsko, ki se postavi na stran ljudstva. Prvič se zgodi, da protestnikov ne preženejo kozaki, carju najblj zvesti vojaki. Nezadovoljstvo privede do februarske revolucije v kateri ljudje zahtevajo odstop cesarja in ustanovitev republike. 16. aprila se v Rusijo vrne Lenin. Dne 15. marca na poziv vlade odstopi ruski car Nikolaj II. Vodenje države prevzame začasna vlada po vodstvom kneza Lovova. Ta zavrne revolucionarne zahteve in se odloči do bo vojno proti centralnim silam nadaljevala kar med prebivalstvom sproži nov valj nezadovoljstva.
19. junija centralne sile sprožijo novo ofenzivo. Ker se ruski vojaki niso več pripravljeni boriti se ruska vojska brez bojev umakne. Julija v Petrogradu pride do neuspelega državnega udara. Ta se ponovi še septembra vendar ponovne brez uspeha. Ker se ruska vojska ne upira Nemci 3. septembra zasedejo Rigo. 7. novembra pride do oktobrske revolucije v kateri boljševiki pod vodstvom Lenina zasedejo zimski dvorec in zrušijo začasno vlado. Lenin obljubi, da bo končal vojno in izvedel korenite reforme.

## Mir v Brest-Litovsku
15. decembra 1917 v Brest-Litovsku Nemčija in Rusija podpišeta premirje. Sledijo pogajanja o miru. Zahteve centralnih sil so izredno visoke saj te zahtevajo Poljsko, Litvo, del Estonije, Latvijo, Belorusijo in Ukrajino. Zahteve so za Ruse občutno prevelike zato Leninova vlada zahtevo centralnih sil zavrne. Zavrnitvi 18. februarja 1918 sledi nemška ofenziva. Ker ruska vojska po revoluciji praktično ne obstaja več Nemci brez težav 1. marca zasedejo Kijev. Tako Rusom ne preostane drugega da naslednji dan sprejmejo zahteve centralnih sil. Ta je podpisana 3. marca 1918 v Brest-Litovsku.
Medtem pa v Rusiji in na Finskem izbruhne državljanska vojna. Rusija sicer prizna neodvisnost Finske vendar pa iz nje ne umakne svoje vojske, ponekod jo celo okrepi, zato Finci prosijo Švede in Nemce za pomoč. Nemčija v soglasju s finsko vlado na Finsko pošlje svoje čete za posredovanja. 14. aprila vkorakajo v Helsinke in se povežejo s finskimi borci pod poveljstvom Manerhena. Do konca aprila se ruska vojska počasi umakne iz finskega ozemlja.
V strahu pred rdečo armado se za posredovanje v Rusiji odločijo tudi zahodni zavetniki. Marca britanski, francoski in ameriški ekspedicijski korpus pristane v Murmansku in ostalih pristaniščih ne severu Rusije. Na vzhodni obali Sibirije pa se izkrcajo Japonske, Ameriške in Kanadske enote. Namen vseh teh enot je pomoč beli gardi, oz. enotam, ki so ostale zveste cesarju in so se borile proti rdeči armadi.
Medtem centralne sile brez večjih težav nadaljujejo prodor skozi Ukrajino, da bi dele Rusije zaščitili pred rdečo armado. Pojavi se t. i. železniška vojna v kateri, pri hitremu napredovanju nemških in avstrijskih enot, odigra pomembno vlogo železnica.  Zaradi izredno hitrega napredovanja centralnih sil se zgodi da peščica nemških vojakov zasede mesto v katerem je več tisoč ruskih vojakov. 8. aprila Nemci osvojijo Harkov, 23. aprila pa Sevastopol.
16. junija v Jekaterinburgu (Sverdlovsk) postrelijo rusko kraljevo družino. Po podpisu premirja v Campiegnu 11. novembra 1918 se morajo enote centralnih sil umakniti iz zasedenih ozemelj s čimer se boji na vzhodni fronti končajo.